# Juan Eduardo Lescano
Juan Eduardo Lescano (Buenos Aires, 29 ottobre 1992) è un calciatore argentino, attaccante del Bashundhara Kings.

## Caratteristiche tecniche
È un centravanti.

## Statistiche

### Presenze e reti nei club
Statistiche aggiornate al 15 febbraio 2017.
| Stagione              | Squadra               | Campionato            | Campionato | Campionato | Coppe nazionali | Coppe nazionali | Coppe nazionali | Coppe continentali | Coppe continentali | Coppe continentali | Altre coppe | Altre coppe | Altre coppe | Totale | Totale | Totale |
| Stagione              | Squadra               | Comp                  | Pres       | Reti       | Comp            | Pres            | Reti            | Comp               | Pres               | Reti               | Comp        | Pres        | Reti        | Pres   | Reti   |        |
| --------------------- | --------------------- | --------------------- | ---------- | ---------- | --------------- | --------------- | --------------- | ------------------ | ------------------ | ------------------ | ----------- | ----------- | ----------- | ------ | ------ | ------ |
| 2013-2014             | Enisej                | 1D                    | 27         | 7          | CR              | 1               | 0               |                    | -                  | -                  |             | -           | -           | 28     | 7      |        |
| 2014-2015             | Enisej                | 1D                    | 22         | 4          | CR              | 2               | 0               |                    | -                  | -                  |             | -           | -           | 24     | 4      |        |
| 2015-2016             | Enisej                | 1D                    | 25         | 7          | CR              | 2               | 1               |                    | -                  | -                  |             | -           | -           | 27     | 8      |        |
| Totale Enisei         | Totale Enisei         | Totale Enisei         | 74         | 18         |                 | 5               | 1               |                    | -                  | -                  |             | -           | -           | 79     | 19     |        |
| 2016-2017             | SKA-Chabarovsk        | 1D                    | 30+2       | 8+0        | CR              | 2               | 0               |                    | -                  | -                  |             | -           | -           | 34     | 8      |        |
| lug. 2017             | SKA-Chabarovsk        | PL                    | 2          | 0          | CR              | 0               | 0               |                    | -                  | -                  |             | -           | -           | 2      | 0      |        |
| Totale SKA-Chabarovsk | Totale SKA-Chabarovsk | Totale SKA-Chabarovsk | 34         | 8          |                 | 2               | 0               |                    | -                  | -                  |             | -           | -           | 36     | 10     |        |
| 2017-2018             | Anži                  | PL                    | 7          | 2          | CR              | 0               | 0               |                    | -                  | -                  |             | -           | -           | 7      | 2      |        |
| Totale carriera       | Totale carriera       | Totale carriera       | 115        | 28         |                 | 7               | 1               |                    | -                  | -                  |             | -           | -           | 122    | 29     |        |

## Palmarès

### Club

#### Competizioni nazionali
- Coppa del Bangladesh: 1

Bashundhara Kings: 2024-2025